# كونياكي شيباتا
كونياكي شيباتا (باليابانية: 柴田国明) مواليد 29 مارس 1947 في هيتاشي، اليابان، هو ملاكم محترف ياباني معتزل. حقق بطولة رابطة الملاكمة العالمية وبطولة المجلس العالمي للملاكمة.

## إحصائيات
خاض خلال مسيرته 56 نزالا، فاز في 47 وتعادل في 3 وخسر في 6. فاز بالضربة القاضية في 25 نزالا.

## روابط خارجية
- كونياكي شيباتا على موقع بوكس ريك (الإنجليزية) (registration required)